# FC 아드미라 바커 뫼들링
FC 아드미라 바커 뫼들링(FC Admira Wacker Mödling)은 오스트리아 뫼들링의 축구 클럽으로 현재는 오스트리아 분데스리가에 참가하고 있다. 1905년 수도 빈을 연고로 한 SK 아드미라 빈(SK Admira Wien)으로 창단 되었으며 1971년 SC 바커 빈(SC Wacker Wien), 1997년 VfB 뫼들링(VfB Mödling), 2008년 SK 슈바도르프(SK Schwadorf)를 합병하여 오늘에 이른다.

## 성적
- 오스트리아 분데스리가 9회 우승
  - 아드미라 빈 (8): 1927, 1928, 1932, 1934, 1936, 1937, 1939, 1966
  - 바커 빈 (1): 1947

- 오스트리아 분데스리가 준우승 12회
  - 아드미라 빈 (4): 1929, 1930, 1931, 1935
  - 바커 빈 (7): 1939, 1940, 1941, 1948, 1951, 1953, 1956
  - 아드미라/바커 빈 (1): 1989

- 오스트리아 컵 6회 우승
  - 아드미라 빈 (5): 1928, 1932, 1934, 1964, 1966
  - 바커 빈 (1): 1947

- 오스트리아 슈퍼컵 1회 우승
  - 아드미라/바커 빈 (1): 1989

- 독일 분데스리가 1회 준우승
  - 아드미라 빈 (1): 1939

- 미트로파컵 2회 준우승
  - 아드미라 빈 (1): 1934
  - 바커 빈 (1): 1951

## 선수 명단

### 현역
참고: FIFA 자격 규정에 따라 소속된 국가대표팀 국기를 표시합니다. 선수는 복수의 FIFA 비회원국 국적을 가지고 있을 수 있습니다.
| 번호 | 포지션 | 국적                  | 이름                   |
| ---- | ------ | --------------------- | ---------------------- |
| 3    | DF     | 스코틀랜드            | 매튜 앤더슨            |
| 11   | FW     | 보스니아 헤르체고비나 | 살코 무야노비치        |
| 17   | FW     |                       | 아누아르 엘 무크한티르 |
| 28   | MF     | 슬로바키아            | 얀 무르가스            |

| 번호 | 포지션 | 국적     | 이름                  |
| ---- | ------ | -------- | --------------------- |
| 77   | MF     | 세르비아 | 안드레이 스테바노비치 |

## 역대 감독
| 감독                  | 임기      |
| --------------------- | --------- |
| 펠릭스 라츠케         | 1979~1983 |
| 펠릭스 라츠케         | 1989~1990 |
| 지크프리트 헬트       | 1991~1993 |
| 에른스트 바우마이스터 | 2006~2007 |
| 에른스트 바우마이스터 | 2008      |
| 에른스트 바우마이스터 | 2015~2016 |
| 에른스트 바우마이스터 | 2017~2018 |
| 안드레아스 헤어초크   | 2021~2022 |